# Sofija Pozdnjakova
Sofija Stanislavovna Pozdnjakova (in russo София Станиславовна Позднякова?; 17 giugno 1997) è una schermitrice russa, specializzata nella sciabola.

## Palmarès
In carriera ha ottenuto i seguenti risultati:
Giochi olimpici
Individuale
- Oro nella sciabola a Tokyo 2020

A squadre
- Oro nella sciabola a Tokyo 2020

Mondiali
Individuale
- Oro nella sciabola a Wuxi 2018

A squadre
- Argento nella sciabola a Wuxi 2018
- Oro nella sciabola a Budapest 2019

Europei
Individuale
A squadre
- Argento nella sciabola a Tblisi 2017
- Oro nella sciabola a Novi Sad 2018
- Oro nella sciabola a Düsseldorf 2019

## Onorificenze

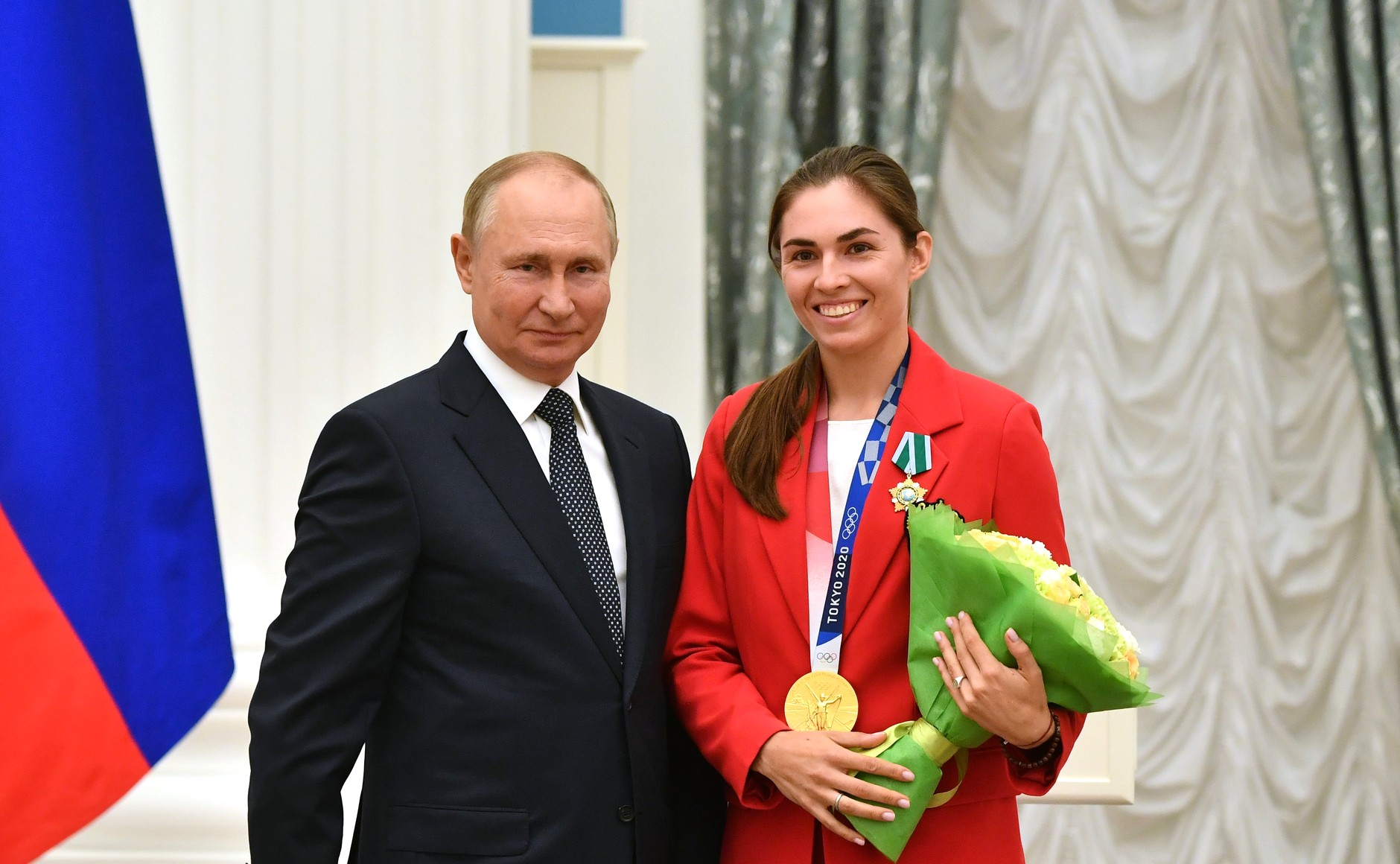
Il presidente russo Vladimir Putin e Sofija Pozdnjakova, alla cerimonia per l'assegnazione dell'Ordine dell'Amicizia, 2021.